# Seku Conneh
Seku Conneh (Voinjama, 10 novembre 1995) è un calciatore liberiano, attaccante del Koninklijke HFC.

## Carriera

### Club
Ha giocato 3 partite nella prima divisione serba con il Vojvodina; in precedenza aveva militato in vari club della seconda divisione olandese, oltre che nelle seconde divisioni statunitense e sudcoreana.

### Nazionale
Tra il 2015 ed il 2018 ha giocato 4 partite in nazionale.